# Eric Fry

a Compétitions nationales et continentales officielles uniquement.

b Matchs officiels uniquement.
Dernière mise à jour le 6 mars 2025.
Eric Fry, né le 14 septembre 1987 à Davis (État de Californie, États-Unis), est un joueur international américain de rugby à XV jouant au poste de pilier (1,94 m pour 119 kg). Il représente la sélection américaine entre 2011 et 2019, disputant trois Coupes du monde.

## Biographie

### Carrière en club
Le RC Vannes, fragilisé en première ligne, s'est renforcé avec la signature du pilier américain Eric Fry en tant que joker médical. Le joueur de 29 ans passé notamment par Newcastle (Premiership anglaise), s'était engagé en début de saison avec Saint-Nazaire (Fédérale 1), qu'il l'a libéré lorsque le club a déposé le bilan.

### Carrière en équipe nationale
Il a obtenu sa première cape internationale le 8 juin 2011 à l'occasion d'un match contre l'équipe des Tonga à Esher (Angleterre).

## Statistiques en équipe nationale
- 48 sélections (38 fois titulaire, 10 fois remplaçant) entre 2011 et 2019
- 15 points (3 essais)

En Coupe du monde :
- 2011 : 1 sélection (Australie)
- 2015 : 3 sélections (Samoa, Écosse, Japon)
- 2019 : 3 sélections (France, Argentine, Tonga)